# Condição de Paley-Wiener
Em análise de sinais, a condição de Paley-Wiener, também conhecida como teorema de Paley-Wiener e critério de Paley-Wiener, estabelece uma condição necessária e suficiente para determinar se um dado sistema é causal, a partir de sua resposta em frequência.
Se a resposta no domínio do tempo for dada por h(t), então, se o sistema é causal,
- a energia de h(t) é finita (condição de estabilidade da resposta)[nota 2][nota 3], e
- h(t) = 0 para t < 0 (condição de causalidade da resposta).

O teorema de Paley-Wiener estabelece que, se as condições acima são satisfeitas, então a resposta no domínio da frequência do sistema, dada por H(ω), é também limitada tal que
{\displaystyle \int _{-\pi }^{\pi }\left|\ln(H(\omega ))\right|\;d\omega \;<\;\infty \;\;\;\;\;(1a)}
Inversamente, se a equação (1a) é satisfeita e a energia de H(ω) é finita, então as condições de estabilidade e causalidade do sistema são satisfeitas. Nesse caso, pode-se escrever a resposta em frequência na forma
{\displaystyle H(\omega )\;=\;H_{m}(\omega )\;=\;|H(\omega )|\cdot e^{i\cdot \phi (\omega )}\;\;\;\;\;(2a)}
onde φ(ω) é a resposta em fase do sistema. Quando escrita nessa forma, H(ω) é chamada de função de transferência de mínima fase porque todos os seus zeros estão localizados na metade esquerda do plano complexo.
A equação (1a) pode ser alternativamente expressa no domínio do tempo da maneira seguinte:
{\displaystyle \int _{-\infty }^{\infty }{\frac {|\ln(|h(t)|)|}{1\;-\;t^{2}}}\;dt\;<\;\infty \;\;\;\;\;(1b)}
A equação (1b) estabelece que a amplitude da resposta do sistema (|h(t)|) não pode se aproximar de 0 mais rapidamente que uma função exponencial qualquer. Além disso, h(t) pode ser nula apenas em um número finito de pontos, nunca em um intervalo, porque nesse caso o valor do módulo do logaritmo seria infinito..
Uma terceira formulação matemática é a seguinte:
{\displaystyle \int _{-\infty }^{\infty }{\frac {|\ln(|H(\omega )|)|}{1\;+\;\omega ^{2}}}\;d\omega \;<\;\infty \;\;\;\;\;(1c)}
que estabelece, para a resposta em frequência, uma condição similar à estabelecida pela equação (1b) para a resposta no domínio do tempo.